# Oscar de melhor roteiro original
O Oscar de melhor roteiro original (português brasileiro) ou Óscar de melhor argumento original (português europeu), criado em 1940, é o Oscar entregue para o melhor roteiro que não é baseado em nenhum material publicado anteriormente.

## Vencedores e indicados
O ano indicado no artigo refere-se ao ano em que ocorreu a entrega do prêmio, relativo ao melhor roteiro original do ano anterior.

### Década de 1940
| Ano                              | Filme                                                                           | Roteirista(s) |
| -------------------------------- | ------------------------------------------------------------------------------- | ------------- |
| 1941                             |                                                                                 |               |
| The Great McGinty                | Preston Sturges                                                                 |               |
| Angels Over Broadway             | Ben Hecht                                                                       |               |
| Dr. Ehrlich's Magic Bullet       | Norman Burnside (história/roteiro) Heinz Herald (roteiro) John Huston (roteiro) |               |
| Foreign Correspondent            | Charles Bennett Joan Harrison                                                   |               |
| The Great Dictator               | Charles Chaplin                                                                 |               |
| 1942                             |                                                                                 |               |
| Citizen Kane                     | Herman J. Mankiewicz Orson Welles                                               |               |
| The Devil and Miss Jones         | Norman Krasna                                                                   |               |
| Sergeant York                    | Harry Chandlee Abem Finkel John Huston Howard Koch                              |               |
| Tall, Dark and Handsome          | Karl Tunberg Darrell Ware                                                       |               |
| Tom, Dick and Harry              | Paul Jarrico                                                                    |               |
| 1943                             |                                                                                 |               |
| Woman of the Year                | Michael Kanin Ring Lardner, Jr.                                                 |               |
| One of Our Aircraft Is Missing   | Michael Powell (roteiro) Emeric Pressburger (história/roteiro)                  |               |
| Road to Morocco                  | Frank Butler Don Hartman                                                        |               |
| Wake Island                      | W. R. Burnett Frank Butler                                                      |               |
| The War Against Mrs. Hadley      | George Oppenheimer                                                              |               |
| 1944                             |                                                                                 |               |
| Princess O'Rourke                | Norman Krasna                                                                   |               |
| Air Force                        | Dudley Nichols                                                                  |               |
| In Which We Serve                | Noël Coward                                                                     |               |
| The North Star                   | Lillian Hellman                                                                 |               |
| So Proudly We Hail!              | Allan Scott                                                                     |               |
| 1945                             |                                                                                 |               |
| Wilson                           | Lamar Trotti                                                                    |               |
| Hail the Conquering Hero         | Preston Sturges                                                                 |               |
| The Miracle of Morgan's Creek    | Preston Sturges                                                                 |               |
| Two Girls and a Sailor           | Richard Connell Gladys Lehman                                                   |               |
| Wing and a Prayer                | Jerome Cady                                                                     |               |
| 1946                             |                                                                                 |               |
| Marie-Louise                     | Richard Schweizer                                                               |               |
| Dillinger                        | Philip Yordan                                                                   |               |
| Music for Millions               | Myles Connolly                                                                  |               |
| Salty O'Rourke                   | Milton Holmes                                                                   |               |
| What Next, Corporal Hargrove?    | Harry Kurnitz                                                                   |               |
| 1947                             |                                                                                 |               |
| The Seventh Veil                 | Muriel Box Sydney Box                                                           |               |
| The Blue Dahlia                  | Raymond Chandler                                                                |               |
| Les Enfants du Paradis           | Jacques Prévert                                                                 |               |
| Notorious                        | Ben Hecht                                                                       |               |
| Road to Utopia                   | Norman Panana Melvin Frank                                                      |               |
| 1948                             |                                                                                 |               |
| The Bachelor and the Bobby-Soxer | Sidney Sheldon                                                                  |               |
| Body and Soul                    | Abraham Polonsky                                                                |               |
| A Double Life                    | Ruth Gordon Garson Kanin                                                        |               |
| Monsieur Verdoux                 | Charles Chaplin                                                                 |               |
| Sciuscià                         | Sergio Amidei Adolfo Franci C. G. Viola Cesare Zavattini                        |               |

### Década de 1950
| Ano                                 | Filme | Roteirista(s) |
| ----------------------------------- | --- | ------------- |
| 1950                                | |               |
| Battleground                        | Robert Pirosh |               |
| Jolson Sings Again                  | Sidney Buchman |               |
| Paisà                               | Sergio Amidei (história/roteiro) Federico Fellini (história/roteiro) V. Hayes (história) Marcello Pagliero (história) Roberto Rossellini (história/roteiro) |               |
| Passport to Pimlico                 | T. E. B. Clarke |               |
| The Quiet One                       | Helen Slote Levitt Janice Loeb Sidney Meyers |               |
| 1951                                | |               |
| Sunset Boulevard                    | Charles Brackett D. M. Marshman, Jr. Billy Wilder |               |
| Adam's Rib                          | Ruth Gordon Garson Kanin |               |
| Caged                               | Virginia Kellogg (história/roteiro) Bernard C. Schoenfeld (história)                                                                                        |               |
| The Men                             | Carl Foreman |               |
| No Way Out                          | Joseph L. Mankiewicz Lesser Samuels |               |
| 1952                                | |               |
| An American in Paris                | Alan Jay Lerner |               |
| Ace in the Hole                     | Walter Newman Lesser Samuels Billy Wilder |               |
| David and Bathsheba                 | Philip Dunne |               |
| Go for Broke!                       | Robert Pirosh |               |
| The Well                            | Clarence Greene Russell Rouse |               |
| 1953                                | |               |
| The Lavender Hill Mob               | T. E. B. Clarke |               |
| The Atomic City                     | Sydney Boehm |               |
| The Sound Barrier                   | Terence Rattigan |               |
| Pat and Mike                        | Ruth Gordon Garson Kanin |               |
| Viva Zapata!                        | John Steinbeck |               |
| 1954                                | |               |
| Titanic                             | Charles Brackett Richard Breen Walter Reisch |               |
| The Band Wagon                      | Betty Comden Adolph Green |               |
| The Desert Rats                     | Richard Murphy |               |
| The Naked Spur                      | Harold Jack Bloom Sam Rolfe |               |
| Take the High Ground!               | Millard Kaufman |               |
| 1955                                | |               |
| On the Waterfront                   | Budd Schulberg |               |
| The Barefoot Contessa               | Joseph L. Mankiewicz |               |
| Genevieve                           | William Rose |               |
| The Glenn Miller Story              | Oscar Brodney Valentine Davies |               |
| Knock on Wood                       | Melvin Frank Norman Panana |               |
| 1956                                | |               |
| Interrupted Melody                  | Sonya Levien William Ludwig |               |
| The Court-Martial of Billy Mitchell | Emmet Lavery Milton Sperling |               |
| It's Always Fair Weather            | Betty Comden Adolph Green |               |
| Les Vacances de M. Hulot            | Henri Marquet Jacques Tati |               |
| The Seven Little Foys               | Jack Rose Melville Shavelson |               |
| 1957                                | |               |
| Le Ballon Rouge                     | Albert Lamorisse |               |
| The Bold and the Brave              | Robert Lewin |               |
| Julie                               | Andrew L. Stone |               |
| La Strada                           | Federico Fellini Tullio Pinelli |               |
| The Ladykillers                     | William Rose |               |
| 1958                                | |               |
| Designing Woman                     | George Wells |               |
| Funny Face                          | Leonard Gershe |               |
| Man of a Thousand Faces             | Ben Roberts (roteiro) R. Wright Campbell (roteiro) Ivan Goff (roteiro) Ralph Wheelwright (história)                                                         |               |
| The Tin Star                        | Joel Kane (história) Dudley Nichols (roteiro) Barney Slater (história)                                                                                      |               |
| I Vitelloni                         | Federico Fellini (história/roteiro) Ennio Flaiano (história/roteiro) Tullio Pinelli (história)                                                              |               |
| 1959                                | |               |
| The Defiant Ones                    | Nedrick Young Harold Jacob Smith |               |
| The Goddess                         | Paddy Chayefsky |               |
| Houseboat                           | Melville Shavelson Jack Rose |               |
| The Sheepman                        | William Bowes (roteiro) James Edward Grant (história/roteiro)                                                                                               |               |
| Teacher's Pet                       | Fay Kanin Michael Kanin |               |

### Década de 1960
| Ano | Filme | Roteirista(s) |
| --- | --- | ------------- |
| 1960 | |               |
| Pillow Talk                                                                                               | Clarence Green (história) Maurice Richlin (roteiro) Russell Rouse (história) Stanley Shapiro (roteiro)                                                           |               |
| Les Quatre Cents Coups                                                                                    | Marcel Moussy (roteiro) François Truffaut (história/roteiro) |               |
| North by Northwest                                                                                        | Ernest Lehman |               |
| Operation Petticoat                                                                                       | Paul King (história) Maurice Richlin (roteiro) Joseph Stone (história) Stanley Shapiro (roteiro)                                                                 |               |
| Smultronstället                                                                                           | Ingmar Bergman |               |
| 1961 | |               |
| The Apartment                                                                                             | I. A. L. Diamond Billy Wilder |               |
| The Angry Silence                                                                                         | Michael Craig (história) Richard Gregson (história) Bryan Forbes (roteiro)                                                                                       |               |
| The Facts of Life                                                                                         | Melvin Frank Norman Panana |               |
| Hiroshima Mon Amour                                                                                       | Marguerite Duras |               |
| Pote Tin Kyriaki Ποτέ Την Κυριακή                                                                         | Jules Dassin |               |
| 1962 | |               |
| Splendor in the Grass                                                                                     | William Inge |               |
| Ballada o Soldate                                                                                         | Grigori Chukhrai Valentin Yoshov |               |
| La Dolce Vita                                                                                             | Federico Fellini (história/roteiro) Ennio Flaiano (história/roteiro) Tullio Pinelli (história/roteiro) Brunello Rondi (roteiro)                                  |               |
| Il Generale della Rovere                                                                                  | Sergio Amidei (roteiro) Diego Fabbi (roteiro) Indro Montanelli (história/roteiro)                                                                                |               |
| Lover Come Back                                                                                           | Paul Henning Stanley Shapiro |               |
| 1963 | |               |
| Divorzio all'Italiana                                                                                     | Ennio de Concini Pietro Germi Alfredo Giannetti |               |
| Freud: The Secret Passion                                                                                 | Charles Kaufman (história/roteiro) Wolfgang Reinhardt (roteiro)                                                                                                  |               |
| L'Année Dernière à Marienbad                                                                              | Alain Robbe-Grillet |               |
| That Touch of Mink                                                                                        | Nate Monaster Stanley Shapiro |               |
| Såsom i en Spegel                                                                                         | Ingmar Bergman |               |
| 1964 | |               |
| How the West Was Won                                                                                      | James Webb |               |
| 8½ | Federico Fellini (história/roteiro) Ennio Flaiano (história/roteiro) Tullio Pinelli (roteiro) Brunello Rondi (roteiro)                                           |               |
| America, America                                                                                          | Elia Kazan |               |
| Le 4 Giornate di Napoli                                                                                   | Carlo Bernari (roteiro) Pasquale Festa Campanile (história/roteiro) Massimo Franciosa (história/roteiro) Nanni Loy (história/roteiro) Vasco Pratolini (história) |               |
| Love with the Proper Stranger                                                                             | Arnold Schulman |               |
| 1965 | |               |
| Father Goose                                                                                              | Peter Stone Frank Tarloff |               |
| A Hard Day's Night                                                                                        | Alum Owen |               |
| One Potato, Two Potato                                                                                    | Orville H. Hampton (história) Raphael Hayes (roteiro) |               |
| I Compagni                                                                                                | Age Furio Scarpelli Mario Monicelli |               |
| L'Homme de Rio                                                                                            | Daniel Boulanger Philippe de Broca Ariane Mnouchkine Jean-Paul Rappeneau                                                                                         |               |
| 1966 | |               |
| Darling                                                                                                   | Frederic Raphael |               |
| Casanova '70                                                                                              | Age Furio Scarpelli Suso Cecchi d'Amico Tonino Guerra Mario Monicelli Giorgio Salvioni                                                                           |               |
| Those Magnificent Men in their Flying Machines, Or How I Flew from London to Paris in 25 Hours 11 Minutes | Ken Annakin Jack Davies |               |
| The Train                                                                                                 | Franklin Coen Frank Davis |               |
| Les Parapluies de Cherbourg                                                                               | Jacques Demy |               |
| 1967 | |               |
| Un Homme et une Femme                                                                                     | Claude Lelouch (história/roteiro) Pierre Uytterhoeven (roteiro)                                                                                                  |               |
| Blow-Up                                                                                                   | Michelangelo Antonioni (história/roteiro) Tonino Guerra (roteiro) Edward Bond (roteiro)                                                                          |               |
| The Fortune Cookie                                                                                        | I. A. L. Diamond Billy Wilder |               |
| Khartoum                                                                                                  | Robert Ardrey |               |
| The Naked Prey                                                                                            | Clint Johnson Don Peters |               |
| 1968 | |               |
| Guess Who's Coming to Dinner                                                                              | William Rose |               |
| Bonnie and Clyde                                                                                          | Robert Benton David Newman |               |
| Divorce American Style                                                                                    | Robert Kaufman (história) Norman Lear (roteiro) |               |
| La Guerre est Finie                                                                                       | Jorge Semprún |               |
| Two for the Road                                                                                          | Frederic Raphael |               |
| 1969 | |               |
| The Producers                                                                                             | Mel Brooks |               |
| 2001: A Space Odyssey                                                                                     | Arthur C. Clarke Stanley Kubrick |               |
| La Battaglia di Algeri                                                                                    | Gillo Pontecorvo Franco Solinas |               |
| Faces | John Cassavetes |               |
| Hot Millions                                                                                              | Peter Ustinov Ira Wallach |               |

### Década de 1970
| Ano                                                   | Filme | Roteirista(s) |
| ----------------------------------------------------- | --- | ------------- |
| 1970                                                  | |               |
| Butch Cassidy and the Sundance Kid                    | William Goldman |               |
| Bob & Carol & Ted & Alice                             | Paul Mazursky Larry Tucker                                                                                         |               |
| La Caduta Degli Dei                                   | Nicola Badalucco (história/roteiro) Enrico Medioli (roteiro) Luchino Visconti (roteiro)                            |               |
| Easy Rider                                            | Peter Fonda Dennis Hopper Terry Southern                                                                           |               |
| The Wild Bunch                                        | Walon Green (história/roteiro) Sam Peckinpah (roteiro) Roy N. Sickner (história)                                   |               |
| 1971                                                  | |               |
| Patton                                                | Francis Ford Coppola Edmund H. North                                                                               |               |
| Five Easy Pieces                                      | Carole Eastman Bob Rafelson                                                                                        |               |
| Joe                                                   | Norman Wexler |               |
| Love Story                                            | Erich Segall |               |
| Ma Nuit chez Maud                                     | Éric Rohmer |               |
| 1972                                                  | |               |
| The Hospital                                          | Paddy Chayefsky |               |
| Indagine su un Cittadino al di Sopra di Ogni Sospetto | Elio Petri Ugo Pirro                                                                                               |               |
| Klute                                                 | Andy Lewis David Lewis                                                                                             |               |
| Summer of '42                                         | Herman Raucher |               |
| Sunday Bloody Sunday                                  | Penelope Gilliatt                                                                                                  |               |
| 1973                                                  | |               |
| The Candidate                                         | Jeremy Larner |               |
| Le Charme Discret de la Bourgeoisie                   | Luis Buñuel Jean-Claude Carrière                                                                                   |               |
| Lady Sings the Blues                                  | Chris Clark Terrence McCloy                                                                                        |               |
| Le Souffle au Cœur                                    | Louis Malle |               |
| Young Winston                                         | Carl Foreman |               |
| 1974                                                  | |               |
| The Sting                                             | David S. Ward |               |
| American Graffiti                                     | Willard Huyck Gloria Katz George Lucas                                                                             |               |
| Viskningar och Rop                                    | Ingmar Bergman |               |
| Save the Tiger                                        | Steve Shagan |               |
| A Touch of Class                                      | Melvin Frank (história/roteiro) Jack Rose (roteiro)                                                                |               |
| 1975                                                  | |               |
| Chinatown                                             | Robert Towne |               |
| Alice Doesn't Live Here Anymore                       | Robert Getchell |               |
| The Conversation                                      | Francis Ford Coppola                                                                                               |               |
| La Nuit Américaine                                    | Jean-Louis Richard Suzanne Schiffman François Truffaut                                                             |               |
| Harry and Tonto                                       | Josh Greenfeld Paul Mazursky                                                                                       |               |
| 1976                                                  | |               |
| Dog Day Afternoon                                     | Frank Pierson |               |
| Amarcord                                              | Federico Fellini (roteiro) Tonino Guerra (história/roteiro)                                                        |               |
| Toute Une Vie                                         | Claude Lelouch Pierre Uytterhoeven                                                                                 |               |
| Lies My Father Told Me                                | Ted Allen |               |
| Shampoo                                               | Warren Beatty Robert Towne                                                                                         |               |
| 1977                                                  | |               |
| Network                                               | Paddy Chayefsky |               |
| Cousin, Cousine                                       | Jean-Charles Tacchella (história/roteiro) Daniele Thompson (adaptação)                                             |               |
| The Front                                             | Walter Bernstein                                                                                                   |               |
| Rocky                                                 | Sylvester Stallone                                                                                                 |               |
| Pasqualino Settebellezze                              | Lina Wertmüller |               |
| 1978                                                  | |               |
| Annie Hall                                            | Woody Allen Marshall Brickman                                                                                      |               |
| The Goodbye Girl                                      | Neil Simon |               |
| The Late Show                                         | Robert Benton |               |
| Star Wars                                             | George Lucas |               |
| The Turning Point                                     | Arthur Laurents |               |
| 1979                                                  | |               |
| Coming Home                                           | Nancy Dowd (história) Robert C. Jones (roteiro) Waldo Salt (roteiro)                                               |               |
| Höstsonaten                                           | Ingmar Bergman |               |
| The Deer Hunter                                       | Michael Cimino (história) Louis Garfinkle (história) Quinn K. Redeker (história) Deric Washburn (história/roteiro) |               |
| Interiors                                             | Woody Allen |               |
| An Unmarried Woman                                    | Paul Mazursky |               |

### Década de 1980
| Ano                        | Filme | Roteirista(s) |
| -------------------------- | --- | ------------- |
| 1980                       | |               |
| Breaking Away              | Steve Tesich                                                                                                 |               |
| All That Jazz              | Robert Alan Aurthur (indicação póstuma) Bob Fosse                                                            |               |
| ...And Justice for All     | Valerie Curtin Barry Levinson                                                                                |               |
| The China Syndrome         | James Bridges T. S. Cook Mike Gray                                                                           |               |
| Manhattan                  | Woody Allen Marshall Brickman                                                                                |               |
| 1981                       | |               |
| Melvin and Howard          | Bo Goldman                                                                                                   |               |
| Brubaker                   | W. D. Richter (história/roteiro) Arthur A. Ross (história)                                                   |               |
| Fame                       | Christopher Gore                                                                                             |               |
| Mon Oncle d'Amérique       | Jean Gruault Henri Laborit                                                                                   |               |
| Private Benjamin           | Nancy Meyers Harvey Miller Charles Shyer                                                                     |               |
| 1982                       | |               |
| Chariots of Fire           | Colin Welland                                                                                                |               |
| Absence of Malice          | Kurt Luedtke                                                                                                 |               |
| Arthur                     | Steve Gordon                                                                                                 |               |
| Atlantic City              | John Guare                                                                                                   |               |
| Reds                       | Warren Beatty Trevor Griffths                                                                                |               |
| 1983                       | |               |
| Gandhi                     | John Brilley                                                                                                 |               |
| Diner                      | Barry Levinson                                                                                               |               |
| E.T. the Extra-Terrestrial | Melissa Mathison                                                                                             |               |
| An Officer and a Gentleman | Douglas Day Stewrt                                                                                           |               |
| Tootsie                    | Larry Gelbart (história/roteiro) Don McGuire (história) Murray Schisgal (roteiro)                            |               |
| 1984                       | |               |
| Tender Mercies             | Horton Foote                                                                                                 |               |
| The Big Chill              | Barbara Benedek Lawrence Kasdan                                                                              |               |
| Fanny e Alexander          | Ingmar Bergman                                                                                               |               |
| Silkwood                   | Alice Arlen Nora Ephron                                                                                      |               |
| WarGames                   | Lawrence Lasker Walter F. Parkes                                                                             |               |
| 1985                       | |               |
| Places in the Heart        | Robert Benton                                                                                                |               |
| Beverly Hills Cop          | Danila Bach (história) Daniel Petrie, Jr. (história/roteiro)                                                 |               |
| Broadway Danny Rose        | Woody Allen                                                                                                  |               |
| El Norte                   | Gregory Nava (história) Anna Thomas (roteiro)                                                                |               |
| Splash                     | Bruce Jay Friedman (história/roteiro) Lowell Ganz (roteiro) Brian Grazer (história) Babaloo Mandel (roteiro) |               |
| 1986                       | |               |
| Witness                    | William Kelley (história/roteiro) Earl Wallece (história/roteiro) Pamela Wallace (história)                  |               |
| Back to the Future         | Bob Gale Robert Zemeckis                                                                                     |               |
| Brazil                     | Terry Gilliam Charles McKeown Tom Stoppard                                                                   |               |
| La Historia Oficial        | Aída Bortnik Luis Puenzo                                                                                     |               |
| The Purple Rose of Cairo   | Woody Allen                                                                                                  |               |
| 1987                       | |               |
| Hannah and Her Sisters     | Woody Allen                                                                                                  |               |
| "Crocodile" Dundee         | John Cornell (roteiro) Paul Hogan (história/roteiro) Ken Shadie (roteiro)                                    |               |
| My Beautiful Laundrette    | Hanif Kureishi                                                                                               |               |
| Platoon                    | Oliver Stone                                                                                                 |               |
| Salvador                   | Richard Boyle Oliver Stone                                                                                   |               |
| 1988                       | |               |
| Moonstruck                 | John Patrick Shanley                                                                                         |               |
| Au Revoir les Infants      | Louis Malle                                                                                                  |               |
| Broadcast News             | James L. Brooks                                                                                              |               |
| Hope and Glory             | John Boorman                                                                                                 |               |
| Radio Days                 | Woody Allen                                                                                                  |               |
| 1989                       | |               |
| Rain Man                   | Ronald Bass (roteiro) Barry Morrow (história/roteiro)                                                        |               |
| Big                        | Gary Ross Anne Spielberg                                                                                     |               |
| Bull Durham                | Ron Shelton                                                                                                  |               |
| A Fish Called Wanda        | John Cleese (história/roteiro) Charles Crichton (história)                                                   |               |
| Running on Empty           | Naomi Foner                                                                                                  |               |

### Década de 1990
| Ano                         | Filme | Roteirista(s) |
| --------------------------- | --- | ------------- |
| 1990                        | |               |
| Dead Poets Society          | Tom Schulman |               |
| Crimes and Misdemeanors     | Woody Allen |               |
| Do the Right Thing          | Spike Lee |               |
| Sex, Lies, and Videotape    | Steven Soderbergh |               |
| When Harry Met Sally...     | Nora Ephron |               |
| 1991                        | |               |
| Ghost                       | Bruce Joel Rubin |               |
| Alice                       | Woody Allen |               |
| Avalon                      | Barry Levinson |               |
| Green Card                  | Peter Weir |               |
| Metropolitan                | Whit Stillman |               |
| 1992                        | |               |
| Thelma & Louise             | Callie Khouri |               |
| Boyz n the Hood             | John Singleton |               |
| Bugsy                       | James Toback |               |
| The Fisher King             | Richard LaGravenese |               |
| Grand Canyon                | Lawrence Kasdan Meg Kasdan |               |
| 1993                        | |               |
| The Crying Game             | Neil Jordan |               |
| Husbands and Wives          | Woody Allen |               |
| Lorenzo's Oil               | Nick Enright George Miller |               |
| Passion Fish                | John Sayles |               |
| Unforgiven                  | David Webb Peoples |               |
| 1994                        | |               |
| The Piano                   | Jane Campion |               |
| Dave                        | Gary Ross |               |
| In the Line of Fire         | Jeff Maguire |               |
| Philadelphia                | Ron Nyswaner |               |
| Sleepless in Seattle        | Jeff Arch (história/roteiro) Nora Ephron (roteiro) David S. Ward (roteiro)                                                                                               |               |
| 1995                        | |               |
| Pulp Fiction                | Roger Avary (história) Quentin Tarantino (história/roteiro) |               |
| Bullets Over Broadway       | Woody Allen Douglas McGrath |               |
| Four Weddings and a Funeral | Richard Curtis |               |
| Heavenly Creatures          | Peter Jackson Fran Walsh |               |
| Trois Couleurs: Rouge       | Krzysztof Kieślowski Krzysztof Piesiewicz |               |
| 1996                        | |               |
| The Usual Suspects          | Christopher McQuarrie |               |
| Braveheart                  | Randall Wallace |               |
| Mighty Aphrodite            | Woody Allen |               |
| Nixon                       | Stephen J. Rivele Oliver Stone Christopher Wilkinson |               |
| Toy Story                   | Joel Cohen (roteiro) Pete Docter (história) John Lasseter (história) Joe Ranft (história) Alec Sokolow (roteiro) Andrew Stanton (história/roteiro) Joss Whedon (roteiro) |               |
| 1997                        | |               |
| Fargo                       | Joel Coen Ethan Coen |               |
| Jerry Maguire               | Cameron Crowe |               |
| Lone Star                   | John Sayles |               |
| Secrets & Lies              | Mike Leigh |               |
| Shine                       | Robert Scott Hicks (história) Jan Sardi (roteiro) |               |
| 1998                        | |               |
| Good Will Hunting           | Ben Affleck Matt Damon |               |
| As Good as It Gets          | Mark Andrus (história/roteiro) James L. Brooks (roteiro) |               |
| Boogie Nights               | Paul Thomas Anderson |               |
| Deconstructing Harry        | Woody Allen |               |
| The Full Monty              | Simon Beaufoy |               |
| 1999                        | |               |
| Shakespeare in Love         | Marc Norman Tom Stoppard |               |
| Bulworth                    | Warren Beatty (história/roteiro) Jeremy Pikser (roteiro) |               |
| La Vita È Bella             | Roberto Benigni Vincenzo Cerami |               |
| Saving Private Ryan         | Robert Rodat |               |
| The Truman Show             | Andrew Niccol |               |

### Década de 2000
| Ano                                   | Filme                                                                                 | Roteirista(s) |
| ------------------------------------- | ------------------------------------------------------------------------------------- | ------------- |
| 2000                                  |                                                                                       |               |
| American Beauty                       | Alan Ball                                                                             |               |
| Being John Malkovich                  | Charlie Kaufman                                                                       |               |
| Magnolia                              | Paul Thomas Anderson                                                                  |               |
| The Sixth Sense                       | M. Night Shyamalan                                                                    |               |
| Topsy-Turvy                           | Mike Leigh                                                                            |               |
| 2001                                  |                                                                                       |               |
| Almost Famous                         | Cameron Crowe                                                                         |               |
| Billy Elliot                          | Lee Hall                                                                              |               |
| Erin Brockovich                       | Susannah Grant                                                                        |               |
| Gladiator                             | David Franzoni (história/roteiro) John Logan (roteiro) William Nicholson (roteiro)    |               |
| You Can Count on Me                   | Kenneth Lonnergan                                                                     |               |
| 2002                                  |                                                                                       |               |
| Gosford Park                          | Julian Fellowes                                                                       |               |
| Le fabuleux destin d'Amélie Poulain   | Jean-Pierre Jeunet (história) Guillaume Laurant (história/roteiro)                    |               |
| Memento                               | Christopher Nolan (roteiro) Jonathan Nolan (história)                                 |               |
| Monster's Ball                        | Milo Addica Will Rokos                                                                |               |
| The Royal Tenenbaums                  | Wes Anderson Owen Wilson                                                              |               |
| 2003                                  |                                                                                       |               |
| Hable con ella                        | Pedro Almodóvar                                                                       |               |
| Far from Heaven                       | Todd Haynes                                                                           |               |
| Gangs of New York                     | Jay Cocks (história/roteiro) Kenneth Lonnergan (roteiro) Steven Zaillian (roteiro)    |               |
| My Big Fat Greek Wedding              | Nia Vardalos                                                                          |               |
| Y tu mamá también                     | Alfonso Cuarón Carlos Cuarón                                                          |               |
| 2004                                  |                                                                                       |               |
| Lost in Translation                   | Sofia Coppola                                                                         |               |
| Les Invasions Barbares                | Denys Arcand                                                                          |               |
| Dirty Pretty Things                   | Steven Knight                                                                         |               |
| Finding Nemo                          | Bob Peterson (roteiro) David Reynolds (roteiro) Andrew Stanton (história/roteiro)     |               |
| In America                            | Jim Sheridan Kirsten Sheridan Naomi Sheridan                                          |               |
| 2005                                  |                                                                                       |               |
| Eternal Sunshine of the Spotless Mind | Pierre Bismuth (história) Michel Gondry (história) Charlie Kaufman (história/roteiro) |               |
| The Aviator                           | John Logan                                                                            |               |
| Hotel Rwanda                          | Terry George Keir Pearson                                                             |               |
| The Incredibles                       | Brad Bird                                                                             |               |
| Vera Drake                            | Mike Leigh                                                                            |               |
| 2006                                  |                                                                                       |               |
| Crash                                 | Paul Haggis (história/roteiro) Bobby Moresco (roteiro)                                |               |
| Good Night, and Good Luck.            | George Clooney Grant Heslov                                                           |               |
| Match Point                           | Woody Allen                                                                           |               |
| The Squid and the Whale               | Noah Baumbach                                                                         |               |
| Syriana                               | Stephen Gaghan                                                                        |               |
| 2007                                  |                                                                                       |               |
| Little Miss Sunshine                  | Michael Arndt                                                                         |               |
| Babel                                 | Guillermo Arriaga                                                                     |               |
| Letters from Iwo Jima                 | Paul Haggis (história) Iris Yamashita (história/roteiro)                              |               |
| El laberinto del fauno                | Guillermo del Toro                                                                    |               |
| The Queen                             | Peter Morgan                                                                          |               |
| 2008                                  |                                                                                       |               |
| Juno                                  | Diablo Cody                                                                           |               |
| Lars and the Real Girl                | Nancy Oliver                                                                          |               |
| Michael Clayton                       | Tony Gilroy                                                                           |               |
| Ratatouille                           | Brad Bird (história/roteiro) Jim Capobianco (história) Jan Pinkava (história)         |               |
| The Savages                           | Tamara Jenkins                                                                        |               |
| 2009                                  |                                                                                       |               |
| Milk                                  | Dustin Lance Black                                                                    |               |
| Frozen River                          | Courtney Hunt                                                                         |               |
| Happy-Go-Lucky                        | Mike Leigh                                                                            |               |
| In Bruges                             | Martin McDonagh                                                                       |               |
| WALL-E                                | Pete Docter (história) Jim Reardon (roteiro) Andrew Stanton (história/roteiro)        |               |

### Década de 2010
| Ano                                        | Filme | Roteirista(s) |
| ------------------------------------------ | --- | ------------- |
| 2010                                       | |               |
| The Hurt Locker                            | Mark Boal |               |
| Inglourious Basterds                       | Quentin Tarantino                                                                                              |               |
| The Messenger                              | Alessandro Camon Oren Moverman                                                                                 |               |
| A Serious Man                              | Joel Coen Ethan Coen                                                                                           |               |
| Up                                         | Pete Docter (história/roteiro) Thomas McCarthy (história) Bob Peterson (história/roteiro)                      |               |
| 2011                                       | |               |
| The King's Speech                          | David Seidler                                                                                                  |               |
| Another Year                               | Mike Leigh |               |
| The Fighter                                | Keith Dorrington (história) Eric Johnson (roteiro) Paul Tamasy (história/roteiro) Scott Silver (roteiro)       |               |
| Inception                                  | Christopher Nolan                                                                                              |               |
| The Kids Are All Right                     | Stuart Blumberg Lisa Cholodenko                                                                                |               |
| 2012                                       | |               |
| Midnight in Paris                          | Woody Allen |               |
| The Artist                                 | Michel Hazanavicius                                                                                            |               |
| Bridesmaids                                | Annie Mumolo Kristen Wiig                                                                                      |               |
| Margin Call                                | J.C. Chandor                                                                                                   |               |
| Jodái-e Náder az Simin جدایی نادر از سیمین‎ | Asghar Farhadi                                                                                                 |               |
| 2013                                       | |               |
| Django Unchained                           | Quentin Tarantino                                                                                              |               |
| Amour                                      | Michael Haneke                                                                                                 |               |
| Flight                                     | John Gatins |               |
| Moonrise Kingdom                           | Wes Anderson Roman Coppola                                                                                     |               |
| Zero Dark Thirty                           | Mark Boal |               |
| 2014                                       | |               |
| Her                                        | Spike Jonze |               |
| American Hustle                            | David O. Russell Eric Warren Singer                                                                            |               |
| Blue Jasmine                               | Woody Allen |               |
| Dallas Buyers Club                         | Craig Borten Melisa Wallack                                                                                    |               |
| Nebraska                                   | Bob Nelson |               |
| 2015                                       | |               |
| Birdman                                    | Armando Bo Alexander Dinelaris Jr. Nicolás Giacobone Alejandro González Iñárritu                               |               |
| Boyhood                                    | Richard Linklater                                                                                              |               |
| Foxcatcher                                 | Dan Futterman E. Max Frye                                                                                      |               |
| The Grand Budapest Hotel                   | Wes Anderson (história/roteiro) Hugo Guinness (história)                                                       |               |
| Nightcrawler                               | Dan Gilroy |               |
| 2016                                       | |               |
| Spotlight                                  | Thomas McCarthy Josh Singer                                                                                    |               |
| Ex Machina                                 | Alex Garland                                                                                                   |               |
| Inside Out                                 | Josh Cooley (roteiro) Pete Docter (história/roteiro) Ronnie del Carmen (história) Meg LeFauve (roteiro)        |               |
| Bridge of Spies                            | Matt Charman Ethan Coen Joel Coen                                                                              |               |
| Straight Outta Compton                     | Andrea Berloff (história/roteiro) Jonathan Herman (roteiro) S. Leigh Savidge (história) Alan Wenkus (história) |               |
| 2017                                       | |               |
| Manchester by the Sea                      | Kenneth Lonergan                                                                                               |               |
| 20th Century Women                         | Mike Mills |               |
| Hell or High Water                         | Taylor Sheridan                                                                                                |               |
| La La Land                                 | Damien Chazelle                                                                                                |               |
| The Lobster                                | Efthimis Filippou Iorgos Lanthimos                                                                             |               |
| 2018                                       | |               |
| Get Out                                    | Jordan Peele                                                                                                   |               |
| Lady Bird                                  | Greta Gerwig                                                                                                   |               |
| The Shape of Water                         | Guillermo del Toro Vanessa Taylor                                                                              |               |
| Three Billboards Outside Ebbing, Missouri  | Martin McDonagh                                                                                                |               |
| The Big Sick                               | Emily V. Gordon Kumail Nanjiani                                                                                |               |
| 2019                                       | |               |
| Green Book                                 | Nick Vallelonga Brian Hayes Currie Peter Farrelly                                                              |               |
| The Favourite                              | Deborah Davis Tony McNamara                                                                                    |               |
| First Reformed                             | Paul Schrader                                                                                                  |               |
| Roma                                       | Alfonso Cuarón                                                                                                 |               |
| Vice                                       | Adam McKay |               |

### Década de 2020
| Ano                               | Filme                                                   | Roteirista(s) |
| --------------------------------- | ------------------------------------------------------- | ------------- |
| 2020                              |                                                         |               |
| Parasite                          | Bong Joon-ho e Han Jin-won                              |               |
| 1917                              | Sam Mendes e Krysty Wilson-Cairns                       |               |
| Once Upon a Time in Hollywood     | Quentin Tarantino                                       |               |
| Marriage Story                    | Noah Baumbach                                           |               |
| Knives Out                        | Rian Johnson                                            |               |
| 2021                              |                                                         |               |
| Promising Young Woman             | Emerald Fennell                                         |               |
| Judas and the Black Messiah       | Will Berson e Shaka King                                |               |
| Minari                            | Lee Isaac Chung                                         |               |
| Sound of Metal                    | Darius Marder e Abraham Marder                          |               |
| The Trial of the Chicago 7        | Aaron Sorkin                                            |               |
| 2022                              |                                                         |               |
| Belfast                           | Kenneth Branagh                                         |               |
| Don't Look Up                     | Adam McKay (roteiro/história) e David Sirota (história) |               |
| King Richard                      | Zach Baylin                                             |               |
| Licorice Pizza                    | Paul Thomas Anderson                                    |               |
| Verdens verste menneske           | Eskil Vogt e Joachim Trier                              |               |
| 2023                              |                                                         |               |
| Everything Everywhere All at Once | Daniel Kwan e Daniel Scheinert                          |               |
| The Banshees of Inisherin         | Martin McDonagh                                         |               |
| The Fabelmans                     | Steven Spielberg e Tony Kushner                         |               |
| Tár                               | Todd Field                                              |               |
| Triangle of Sadness               | Ruben Östlund                                           |               |
| 2024                              |                                                         |               |
| Anatomie d'une chute              | Justine Triet e Arthur Harari                           |               |
| The Holdovers                     | David Hemingson                                         |               |
| Maestro                           | Bradley Cooper e Josh Singer                            |               |
| May December                      | Samy Burch (roteiro/história), Alex Mechanik (história) |               |
| Past Lives                        | Celine Song                                             |               |
| 2025                              |                                                         |               |
| Anora                             | Sean Baker                                              |               |
| The Brutalist                     | Brady Corbet e Mona Fastvold                            |               |
| A Real Pain                       | Jesse Eisenberg                                         |               |
| September 5                       | Moritz Binder, Tim Fehlbaum e Alex David                |               |
| The Substance                     | Coralie Fargeat                                         |               |